# Relaciones China-Panamá
Las relaciones diplomáticas entre la República de Panamá y la República Popular China se refieren a las relaciones bilaterales que mantienen los estados de Panamá y China, las cuales fueron establecidas el 13 de junio de 2017, después de que la República de Panamá cesó sus relaciones con la República de China el 12 de junio de 2017 acogiéndose al principio de una sola China.

## Historia
Panamá inició relaciones diplomáticas con la República de China desde 1911. Sin embargo en 1949, tras la victoria del bando comunista en la guerra civil china y la retirada del gobierno nacionalista a la isla de Taiwán, el gobierno panameño decidió mantener relaciones diplomáticas con los nacionalistas, debido a su posicionamiento en el bloque capitalista durante la época de la Guerra Fría.
Tras la caída de la Unión Soviética y la subsiguiente apertura gradual de la República Popular China al resto del mundo y los reconocimientos a una sola China por parte de muchos estados, Panamá siguió manteniéndose como el mayor aliado de la República de China en Taiwán, siendo el Estado reconocido más importante en reconocer como el gobierno legítimo a la República de China.
El 12 de junio de 2017, y tras mucho tiempo de negociaciones, las futuras inversiones de la República Popular China en Panamá decidieron la balanza y el gobierno panameño procedió a retirar su reconocimiento oficial a la República de China y a reconocer únicamente a la República Popular China, acogiéndose a la doctrina de una sola China, tachó a su antiguo aliado diplomático de "provincia rebelde".
Tras el establecimiento de las relaciones, tanto la República Popular China como Panamá han acordado en apenas un año unos 25 documentos, relativos a economía y comercio, infraestructura, cooperación para el desarrollo, entre otros. El presidente de Panamá, Juan Carlos Varela, ha realizado dos visitas a China continental (noviembre de 2017 y noviembre de 2018), mientras que el presidente de la República Popular China, Xi Jinping, realizó la primera visita de un jefe de Estado a Panamá el 2 de diciembre de 2018. Uno de los principales proyectos que China quiere propulsar en Panamá es la construcción de un tren que conecte la Ciudad de Panamá con la provincia de Chiriquí, al oeste del país.
El cambio de relaciones de Panamá de la República de China en Taiwán a la República Popular China ha causado cierta inquietud en los Estados Unidos, donde el 8 de septiembre de 2018 llamó a consultas a la encargada de negocios en la embajada en Panamá, junto con sus embajadores en El Salvador y República Dominicana, países que también secundaron en cambiar sus relaciones diplomáticas de la isla de Taiwán a la China continental.

## Relaciones bilaterales
Las relaciones bilaterales que han anunciado hasta el momento por ambos gobiernos se centran especialmente en la cooperación mutua en pro de la lucha contra la contaminación y la seguridad nacional. Así como de un comercio conjunto que está valorado en más de 6 000 millones de dólares.
El 26 de julio de 2017, el portavoz del Ministerio de Relaciones Exteriores de la República Popular China dijo que la oficina comercial de China en Panamá ha sido actualizado a la Embajada de China en Panamá el 13 de julio y ha comenzado sus negocios.
Además, China ha anunciado varios proyectos importantes que sus empresas llevarán a cabo en la república istmeña. El primero de ellos será la construcción de un puerto de cruceros de recreo por parte de la compañía China Harbour Engineering Company Ltd (CHEC).

## Misiones diplomáticas

### Misión china
En septiembre de 2017, el gobierno chino anunció que una embajada de su país sería abierta en la Ciudad de Panamá, la capital de Panamá. Esta fue inaugurada el 19 de septiembre de 2017 con personalidades de ambos gobiernos, de la parte panameña asistió el presidente Juan Carlos Varela; mientras que su contraparte china fue el ministro de relaciones exteriores, Wang Yi.
El primer diplomático chino en ocupar el puesto de embajador en Panamá es Wei Qiang, quien llegó a Panamá y tomó su cargo el 21 de octubre de 2017.

### Misión panameña
Panamá abrió su embajada en Pekín el 25 de julio de 2017 tras cumplir los procesos que comenzó el mismo día del establecimiento de relaciones, convirtiéndose en la 173ª representación extranjera con sede en la capital de la China continental.
El diplomático a cargo de la embajada es Francisco Carlo Escobar.